# Donald Boström
Carl Donald Boström, född 30 maj 1954 i Stockholm, är en svensk journalist, fotograf, bokformgivare och författare. Donald Boström är mest känd för sina skildringar av Israel-Palestina-konflikten. Hans artikel om organstöld, "Våra söner plundras på sina organ", på kultursidorna i Aftonbladet ledde till Aftonbladet–Israel-kontroversen, där Donald Boströms beskrivning av organstöld på israeliska sjukhus direkt skapade diplomatiska spänningar mellan Sverige och Israel. Han har även gett ut flera kokböcker och var initiativtagare och redaktör för Lasse Kronérs bok 80 väldigt goda mackor. Boström mottog 2007 års K.W. Gullers stipendium av Nordiska museet. Han har följt utvecklingen i Eritrea sedan slutet av 1980-talet och har flera gånger tillåtits intervjua Eritreas president Isaias Afewerki. Under våren 2010 verkade Donald Boström för ett samarbete mellan Julian Assange, hans organisation Wikileaks och Aftonbladet. På hösten när Julian Assange blev anklagad för våldtäkt i Sverige verkade Donald Boström som Assanges mediesamordnare och stod i daglig kontakt med honom vid tiden före och efter anklagelserna.